# Campionatul Județean de Fotbal 1968-1969
Campionatul județean 1968–1969 a fost cel de-al 27-lea sezon al Ligii a IV-a, al patrulea nivel al sistemului de ligi ale fotbalului românesc, primul disputat după reforma administrativă, fiind organizat de noile asociatii județene. Echipele campioane ale fiecărei asociații județene au jucat meciuri de baraj pentru promovarea în Divizia C.

## Baraj promovare Divizia C

### Faza I
Meciurile s-au jucat pe 22, 29 iunie și 2 iulie 1969.[a]
| Echipa 1                     | Total | Echipa 2                 | Turul I | Turul II | Baraj |
| ---------------------------- | ----- | ------------------------ | ------- | -------- | ----- |
| Constructorul Craiova (DJ)   | 4–5   | (CS) CFR Caransebeș      | 2–1     | 0–1      | 2–3   |
| Chimia Bradul Vama (SV)      | 2–3   | (BC) Minerul Comănești   | 1–0     | 1–3      |       |
| Unirea ITO Galați (GL)       | 2–4   | (BZ) Foresta Nehoiu      | 2–2     | 0–2      |       |
| Metalul Mangalia (CT)        | 0–2   | (B) Laromet București    | 0–0     | 0–2      |       |
| Vagonul Ploiești (PH)        | 4–3   | (TR) CFR Roșiori         | 1–1     | 1–1      | 2–1   |
| Minerul Dr. Petru Groza (BH) | 0–1   | (HD) Minerul Teliuc      | 0–0     | 0–1      |       |
| Dermata Cluj (CJ)            | 0–2   | (MM) Chimistul Baia Mare | 0–0     | 0–2      |       |
| Lemnarul Târgu Mureș (MS)    | 1–2   | (BV) Celuloza Zărnești   | 1–1     | 0–1      |       |

### Faza II
Meciurile s-au jucat pe 6, 13 și 16 iulie 1969.[a]
| Echipa 1                      | Total | Echipa 2                        | Turul I | Turul II | Baraj |
| ----------------------------- | ----- | ------------------------------- | ------- | -------- | ----- |
| Minerul Comănești (BC)        | 6–0   | (IS) ITI Iași                   | 3–0     | 3–0      |       |
| Volanul Botoșani (BT)         | 2–3   | (NT) Constructorul Piatra Neamț | 2–1     | 0–2      |       |
| Foresta Nehoiu (BZ)           | 3–5   | (VN) Locomotiva Adjud           | 3–1     | 0–4      |       |
| Dunărea Brăila (BR)           | 6–1   | (VS) Recolta IAS Lazea          | 3–1     | 3–0      |       |
| Știința Ciulnița (IL)         | 3–10  | (B) Laromet București           | 1–2     | 2–8      |       |
| Minerul Măcin (TL)            | 0–7   | (IF) ICAB Arcuda                | 0–4     | 0–3      |       |
| Metalul Pitești (AG)          | 2–0   | (PH) Vagonul Ploiești           | 2–0     | 0–0      |       |
| Petrolul Târgoviște (DB)      | 5–4   | (OT) CFR Caracal                | 2–2     | 2–2      | 1–0   |
| Metalurgistul Sadu (GJ)       | 2–4   | (CS) CFR Caransebeș             | 2–1     | 0–3      |       |
| Lotru Brezoi (VL)             | 2–4   | (MH) Unirea Orșova              | 1–0     | 1–4      |       |
| Unirea Alba Iulia (AB)        | 2–6   | (TM) Electromotor Timișoara     | 2–2     | 0–4      |       |
| Chimistul Baia Mare (MM)      | 3–2   | (SM) Rapid Satu Mare            | 1–1     | 2–1      |       |
| Progresul Cehu Silvaniei (SJ) | 1–7   | (BN) Foresta Năsăud             | 0–1     | 1–6      |       |
| Celuloza Zărnești (BV)        | 2–4   | (HR) Viitorul Gheorgheni        | 1–0     | 1–4      |       |
| Independența Sibiu (SB)       | 4–1   | (CV) Carpați Covasna            | 2–0     | 2–1      |       |
| Teba Arad (AR)                | 2–2   | (HD) Minerul Teliuc             | 2–2     | 2–2      | 0–0   |

1. ↑  Minerul Teliuc a promovat datorită mediei de vârstă mai mică.

## Clasamente

### Arad
| Loc | Echipa                 | MJ | V  | E | Î  | GM | GP | DG  | Pct | Calificare sau retrogradare          |
| --- | ---------------------- | -- | -- | - | -- | -- | -- | --- | --- | ------------------------------------ |
| 1   | Teba Arad (C, Q)       | 24 | 20 | 2 | 2  | 66 | 17 | +49 | 42  | Calificare baraj promovare Divizia C |
| 2   | Victoria Ineu II       | 24 | 17 | 2 | 5  | 44 | 19 | +25 | 36  |                                      |
| 3   | Gloria Arad            | 24 | 15 | 2 | 7  | 61 | 20 | +41 | 32  |                                      |
| 4   | Șoimii Pâncota         | 24 | 11 | 5 | 8  | 51 | 43 | +8  | 27  |                                      |
| 5   | Victoria Ineu          | 24 | 10 | 7 | 7  | 30 | 27 | +3  | 27  |                                      |
| 6   | Crișana Sebiș          | 24 | 9  | 6 | 9  | 32 | 38 | −6  | 24  |                                      |
| 7   | Mureșul Lipova         | 24 | 9  | 5 | 10 | 34 | 35 | −1  | 23  |                                      |
| 8   | Stăruința Dorobanți    | 24 | 8  | 5 | 11 | 31 | 35 | −4  | 21  |                                      |
| 9   | Progresul Pecica       | 24 | 8  | 2 | 14 | 27 | 44 | −17 | 18  |                                      |
| 10  | Foresta Beliu          | 24 | 7  | 3 | 14 | 36 | 45 | −9  | 17  |                                      |
| 11  | Victoria Chișineu-Criș | 24 | 7  | 2 | 15 | 34 | 62 | −28 | 16  |                                      |
| 12  | Motorul Arad           | 24 | 7  | 1 | 16 | 24 | 49 | −25 | 15  |                                      |
| 13  | Unirea Sântana         | 24 | 4  | 6 | 14 | 21 | 57 | −36 | 14  |                                      |
| 14  | Recolta Buteni (R)     | 0  | 0  | 0 | 0  | 0  | 0  | 0   | 0   | Exclusă                              |

1. ↑  Recolta Buteni a fost exclusă din campionat dupa zece etape și toate rezultatele i-au fost anulate.

### Botoșani
| Loc | Echipa                    | MJ | V  | E | Î  | GM | GP | DG  | Pct | Calificare sau retrogradare                   |
| --- | ------------------------- | -- | -- | - | -- | -- | -- | --- | --- | --------------------------------------------- |
| 1   | Volanul Botoșani (C, Q)   | 18 | 16 | 0 | 2  | 82 | 15 | +67 | 32  | Calificare baraj promovare Divizia C          |
| 2   | Unirea Săveni             | 18 | 14 | 2 | 2  | 67 | 13 | +54 | 30  |                                               |
| 3   | Siretul Bucecea           | 18 | 13 | 1 | 4  | 65 | 21 | +44 | 27  |                                               |
| 4   | Sănătatea Darabani        | 18 | 11 | 0 | 7  | 51 | 36 | +15 | 22  |                                               |
| 5   | Rapid Ungureni            | 18 | 9  | 2 | 7  | 30 | 31 | −1  | 20  |                                               |
| 6   | Victoria Nicolae Bălcescu | 18 | 8  | 2 | 8  | 36 | 47 | −11 | 18  |                                               |
| 7   | Progresul Ștefănești      | 18 | 7  | 0 | 11 | 28 | 57 | −29 | 14  |                                               |
| 8   | Victoria Coțusca          | 18 | 5  | 1 | 12 | 25 | 57 | −32 | 11  |                                               |
| 9   | Prutul Rădăuți-Prut (R)   | 18 | 3  | 0 | 15 | 13 | 66 | −53 | 6   | Retrogradare Campionatul județean Botoșani II |
| 10  | Sportivul Trușești (R)    | 18 | 0  | 0 | 18 | 0  | 54 | −54 | 0   | Retrogradare Campionatul județean Botoșani II |

1. ↑  Prutul Rădăuți-Prut s-a retras în a doua parte a sezonului și a pierdut toate meciurile rămase cu 0–3.
2. ↑  Sportivul Trușești s-a retras în prima parte a sezonului și a pierdut toate meciurile rămase cu 0–3.

### Brașov
| Loc | Echipa                   | MJ | V  | E  | Î  | GM | GP | DG  | Pct | Calificare sau retrogradare          |
| --- | ------------------------ | -- | -- | -- | -- | -- | -- | --- | --- | ------------------------------------ |
| 1   | Celuloza Zărnești (C, Q) | 22 | 14 | 5  | 3  | 33 | 14 | +19 | 33  | Calificare baraj promovare Divizia C |
| 2   | Măgura Codlea            | 22 | 13 | 6  | 3  | 50 | 14 | +36 | 32  |                                      |
| 3   | Politehnica Brașov       | 22 | 10 | 7  | 5  | 42 | 18 | +24 | 27  |                                      |
| 4   | ICIM Brașov              | 22 | 10 | 7  | 5  | 28 | 15 | +13 | 27  |                                      |
| 5   | Precizia Săcele          | 22 | 11 | 4  | 7  | 36 | 19 | +17 | 26  |                                      |
| 6   | Textila Prejmer          | 22 | 7  | 10 | 5  | 23 | 19 | +4  | 24  |                                      |
| 7   | CFR Brașov               | 22 | 8  | 5  | 9  | 20 | 27 | −7  | 21  |                                      |
| 8   | Ceramica Feldioara       | 22 | 7  | 6  | 9  | 26 | 39 | −13 | 20  |                                      |
| 9   | Prefabricate Brașov      | 22 | 7  | 3  | 12 | 26 | 34 | −8  | 17  |                                      |
| 10  | Utilajul Făgăraș         | 22 | 6  | 5  | 11 | 21 | 29 | −8  | 17  |                                      |
| 11  | Metalul Brașov           | 22 | 4  | 3  | 15 | 17 | 57 | −40 | 11  |                                      |
| 12  | Hidromecanica Brașov     | 22 | 3  | 3  | 16 | 7  | 74 | −67 | 9   |                                      |

### București
| Loc | Echipa                   | MJ | V  | E  | Î  | GM | GP | DG  | Pct | Calificare sau retrogradare          |
| --- | ------------------------ | -- | -- | -- | -- | -- | -- | --- | --- | ------------------------------------ |
| 1   | Laromet București (C, Q) | 30 | 18 | 9  | 3  | 48 | 20 | +28 | 45  | Calificare baraj promovare Divizia C |
| 2   | Avântul 9 Mai            | 30 | 13 | 10 | 7  | 50 | 39 | +11 | 36  |                                      |
| 3   | Granitul București       | 30 | 12 | 9  | 9  | 30 | 30 | 0   | 33  |                                      |
| 4   | Vâscoza București        | 30 | 12 | 8  | 10 | 44 | 35 | +9  | 32  |                                      |
| 5   | ICSIM București          | 30 | 12 | 7  | 11 | 43 | 32 | +11 | 31  |                                      |
| 6   | Automatica București     | 30 | 8  | 15 | 7  | 26 | 25 | +1  | 31  |                                      |
| 7   | IOR București            | 30 | 11 | 8  | 11 | 41 | 33 | +8  | 30  |                                      |
| 8   | Armata București         | 30 | 9  | 11 | 10 | 29 | 33 | −4  | 29  |                                      |
| 9   | Dinamo Obor București    | 30 | 9  | 10 | 11 | 37 | 33 | +4  | 28  |                                      |
| 10  | IPROFIL București        | 30 | 8  | 11 | 11 | 34 | 32 | +2  | 27  |                                      |
| 11  | Constructorul București  | 30 | 8  | 11 | 11 | 30 | 39 | −9  | 27  |                                      |
| 12  | Bere Rahova              | 30 | 6  | 15 | 9  | 37 | 47 | −10 | 27  |                                      |
| 13  | Acumulatorul București   | 30 | 9  | 9  | 12 | 31 | 46 | −15 | 27  |                                      |
| 14  | Gloria București         | 30 | 10 | 6  | 14 | 33 | 42 | −9  | 26  | Scutită de retrogradare              |
| 15  | Luxor București (R)      | 30 | 7  | 12 | 11 | 34 | 44 | −10 | 26  | Retrogradare Promoție                |
| 16  | Vulcan București (R)     | 30 | 9  | 7  | 14 | 30 | 47 | −17 | 25  | Retrogradare Promoție                |

1. ↑  Gloria București a fost scutită de retrogradare datorită promovării lui Laromet București în Divizia C.

### Dolj
Seria I
| Loc | Echipa                  | MJ | V  | E | Î  | GM | GP | DG  | Pct | Calificare sau retrogradare     |
| --- | ----------------------- | -- | -- | - | -- | -- | -- | --- | --- | ------------------------------- |
| 1   | Armata Craiova (Q)      | 20 | 17 | 3 | 0  | 70 | 16 | +54 | 37  | Calificare finala campionatului |
| 2   | Recolta Urzicuța        | 20 | 13 | 3 | 4  | 47 | 17 | +30 | 29  |                                 |
| 3   | Progresul Băilești      | 20 | 13 | 2 | 5  | 46 | 24 | +22 | 28  |                                 |
| 4   | Unirea Goicea Mare      | 20 | 12 | 3 | 5  | 65 | 16 | +49 | 27  |                                 |
| 5   | Metalul Craiova         | 20 | 10 | 5 | 5  | 49 | 27 | +22 | 25  |                                 |
| 6   | Recolta Covei           | 20 | 6  | 4 | 10 | 29 | 39 | −10 | 16  |                                 |
| 7   | Drum nou Boureni        | 20 | 6  | 4 | 10 | 23 | 42 | −19 | 16  |                                 |
| 8   | Avântul Rast            | 20 | 6  | 3 | 11 | 26 | 39 | −13 | 15  |                                 |
| 9   | Recolta Afumați         | 20 | 5  | 1 | 14 | 21 | 50 | −29 | 11  |                                 |
| 10  | Fulgerul Maglavit       | 20 | 5  | 1 | 14 | 23 | 54 | −31 | 11  |                                 |
| 11  | Viitorul Poiana Mare    | 20 | 2  | 1 | 17 | 9  | 84 | −75 | 5   |                                 |
| 12  | Sportivul Ghercești (D) | 0  | 0  | 0 | 0  | 0  | 0  | 0   | 0   | S-a retras                      |

1. ↑  Sportivul Ghercești s-a retras după 8 etape și toate rezultatele sale au fost anulate.

Seria II
| Loc | Echipa                    | MJ | V  | E | Î  | GM | GP | DG  | Pct | Calificare sau retrogradare     |
| --- | ------------------------- | -- | -- | - | -- | -- | -- | --- | --- | ------------------------------- |
| 1   | Constructorul Craiova (Q) | 22 | 15 | 3 | 4  | 62 | 22 | +40 | 33  | Calificare finala campionatului |
| 2   | Avântul Bârca             | 22 | 13 | 5 | 4  | 47 | 22 | +25 | 31  |                                 |
| 3   | Dunărea Bistreț           | 22 | 14 | 0 | 8  | 53 | 35 | +18 | 28  |                                 |
| 4   | Progresul Goicea Mică     | 22 | 11 | 4 | 7  | 50 | 22 | +28 | 26  |                                 |
| 5   | Recolta Dăbuleni          | 22 | 10 | 6 | 6  | 52 | 36 | +16 | 26  |                                 |
| 6   | Tractorul Bechet          | 22 | 11 | 4 | 7  | 48 | 38 | +10 | 26  |                                 |
| 7   | Electrica Craiova         | 22 | 9  | 7 | 6  | 47 | 28 | +19 | 25  |                                 |
| 8   | Unirea CZU Podari         | 22 | 9  | 3 | 10 | 40 | 46 | −6  | 21  |                                 |
| 9   | Desnățuiul Giurgița       | 22 | 8  | 2 | 12 | 30 | 50 | −20 | 18  |                                 |
| 10  | Progresul Segarcea        | 22 | 6  | 5 | 11 | 31 | 44 | −13 | 17  |                                 |
| 11  | Jiul Valea Stanciului     | 22 | 6  | 1 | 15 | 23 | 67 | −44 | 13  |                                 |
| 12  | Jiul Gângiova             | 22 | 0  | 0 | 22 | 10 | 83 | −73 | 0   |                                 |

Finala campionatului 
Meciurile s-au disputat pe 8 și 12 iunie 1969 pe Stadionul Tineretului și pe 14 iunie pe Stadionul Central din Craiova
| Echipa 1       | Total | Echipa 2              | Turul I | Turul II | Baraj |
| -------------- | ----- | --------------------- | ------- | -------- | ----- |
| Armata Craiova | 2–3   | Constructorul Craiova | 0–0     | 1–1      | 1–2   |

Constructorul Craiova a câștigat Campionatul Județean Dolj și s-a calificat pentru barajul de promovare în Divizia C.

### Harghita
| Loc | Echipa                     | MJ | V  | E | Î  | GM | GP | DG  | Pct | Calificare sau retrogradare          |
| --- | -------------------------- | -- | -- | - | -- | -- | -- | --- | --- | ------------------------------------ |
| 1   | Viitorul Gheorgheni (C, Q) | 20 | 13 | 3 | 4  | 62 | 22 | +40 | 29  | Calificare baraj promovare Divizia C |
| 2   | Minerul Miercurea Ciuc     | 20 | 13 | 3 | 4  | 47 | 18 | +29 | 29  |                                      |
| 3   | Mureșul Toplița            | 20 | 12 | 3 | 5  | 50 | 32 | +18 | 27  |                                      |
| 4   | Metalul Vlăhița            | 20 | 10 | 4 | 6  | 44 | 34 | +10 | 24  |                                      |
| 5   | Apemin Borsec              | 20 | 10 | 3 | 7  | 58 | 31 | +27 | 23  |                                      |
| 6   | Harghita Odorheiu Secuiesc | 20 | 9  | 4 | 7  | 34 | 24 | +10 | 22  |                                      |
| 7   | Flamura Roșie Sânsimion    | 20 | 9  | 3 | 8  | 35 | 39 | −4  | 21  |                                      |
| 8   | Minerul Chileni            | 20 | 7  | 3 | 10 | 32 | 47 | −15 | 17  |                                      |
| 9   | Rapid Ciceu                | 20 | 6  | 1 | 13 | 20 | 50 | −30 | 13  |                                      |
| 10  | Complexul Gălăuțaș         | 20 | 3  | 3 | 14 | 23 | 63 | −40 | 9   |                                      |
| 11  | Mureșul Remetea            | 20 | 3  | 0 | 17 | 9  | 54 | −45 | 6   |                                      |
| 12  | Textila Miercurea Ciuc (D) | 0  | 0  | 0 | 0  | 0  | 0  | 0   | 0   | S-a retras                           |
| 13  | Bradul Ciceu (D)           | 0  | 0  | 0 | 0  | 0  | 0  | 0   | 0   | S-a retras                           |
| 14  | Șoimii Băile Tușnad (D)    | 0  | 0  | 0 | 0  | 0  | 0  | 0   | 0   | S-a retras                           |

1. 1 2 3  Textila Miercurea Ciuc, Bradul Ciceu și Șoimii Băile Tușnad s-au retras din campionat și toate rezultatele lor au fost anulate.

### Hunedoara
| Loc | Echipa                  | MJ | V  | E | Î  | GM | GP | DG  | Pct | Calificare sau retrogradare                    |
| --- | ----------------------- | -- | -- | - | -- | -- | -- | --- | --- | ---------------------------------------------- |
| 1   | Minerul Teliuc (C, Q)   | 26 | 18 | 6 | 2  | 70 | 15 | +55 | 42  | Calificare baraj promovare Divizia C           |
| 2   | CFR Simeria             | 26 | 20 | 2 | 4  | 69 | 19 | +50 | 42  |                                                |
| 3   | Parângul Lonea          | 26 | 12 | 6 | 8  | 53 | 32 | +21 | 30  |                                                |
| 4   | Constructorul Hunedoara | 26 | 12 | 3 | 11 | 46 | 32 | +14 | 27  |                                                |
| 5   | Dacia Orăștie           | 26 | 12 | 3 | 11 | 44 | 40 | +4  | 27  |                                                |
| 6   | Minerul Vulcan          | 26 | 12 | 1 | 13 | 43 | 39 | +4  | 25  |                                                |
| 7   | Energia Deva            | 26 | 9  | 6 | 11 | 39 | 49 | −10 | 24  |                                                |
| 8   | Minerul Aninoasa        | 26 | 8  | 7 | 11 | 40 | 46 | −6  | 23  |                                                |
| 9   | Minerul Uricani         | 26 | 11 | 1 | 14 | 38 | 51 | −13 | 23  |                                                |
| 10  | Abatorul Hațeg          | 26 | 10 | 3 | 13 | 33 | 47 | −14 | 23  |                                                |
| 11  | Constructorul Lupeni    | 26 | 8  | 6 | 12 | 36 | 47 | −11 | 22  |                                                |
| 12  | Preparatorul Petrila    | 26 | 9  | 4 | 13 | 34 | 54 | −20 | 22  |                                                |
| 13  | Autobuzul Brad (R)      | 26 | 9  | 4 | 13 | 44 | 65 | −21 | 22  | Retrogradare Campionatul județean Hunedoara II |
| 14  | IGCL Hunedoara (R)      | 26 | 4  | 4 | 18 | 21 | 74 | −53 | 12  | Retrogradare Campionatul județean Hunedoara II |

### Neamț
| Loc | Echipa                            | MJ | V  | E | Î  | GM | GP | DG  | Pct | Calificare sau retrogradare                |
| --- | --------------------------------- | -- | -- | - | -- | -- | -- | --- | --- | ------------------------------------------ |
| 1   | Constructorul Piatra Neamț (C, Q) | 20 | 15 | 4 | 1  | 53 | 17 | +36 | 34  | Calificare baraj promovare Divizia C       |
| 2   | Viitorul Săvinești                | 20 | 15 | 2 | 3  | 48 | 9  | +39 | 32  |                                            |
| 3   | Unirea Roman                      | 20 | 14 | 2 | 4  | 53 | 14 | +39 | 30  |                                            |
| 4   | Celuloza Piatra Neamț             | 19 | 8  | 4 | 7  | 27 | 26 | +1  | 20  |                                            |
| 5   | Metalul Roman                     | 19 | 10 | 0 | 9  | 34 | 38 | −4  | 20  |                                            |
| 6   | Bradul Roznov                     | 20 | 7  | 4 | 9  | 30 | 40 | −10 | 18  |                                            |
| 7   | Relonul Săvinești                 | 20 | 8  | 1 | 11 | 28 | 25 | +3  | 17  |                                            |
| 8   | Cetatea Târgu Neamț               | 20 | 7  | 3 | 10 | 28 | 36 | −8  | 17  |                                            |
| 9   | Volanul Bicaz                     | 20 | 6  | 2 | 12 | 26 | 49 | −23 | 14  |                                            |
| 10  | Metalul Piatra Neamț              | 20 | 4  | 2 | 14 | 18 | 38 | −20 | 10  |                                            |
| 11  | Tractorul Roman (R)               | 20 | 2  | 2 | 16 | 14 | 67 | −53 | 6   | Retrogradare Campionatul județean Neamț II |
| 12  | Betonul Roman (D)                 | 0  | 0  | 0 | 0  | 0  | 0  | 0   | 0   | Exclusă                                    |

1. ↑  Betonul Roman a fost exclusă în prima parte a sezonului și toate rezultatele sale au fost anulate.

### Olt
| Loc | Echipa                   | MJ | V  | E | Î  | GM | GP | DG  | Pct | Calificare sau retrogradare          |
| --- | ------------------------ | -- | -- | - | -- | -- | -- | --- | --- | ------------------------------------ |
| 1   | CFR Caracal (C, Q)       | 20 | 14 | 2 | 4  | 54 | 13 | +41 | 30  | Calificare baraj promovare Divizia C |
| 2   | Aluminiu Slatina         | 20 | 14 | 1 | 5  | 62 | 21 | +41 | 29  |                                      |
| 3   | Rapid Piatra Olt         | 20 | 12 | 5 | 3  | 50 | 17 | +33 | 29  |                                      |
| 4   | Gloria Deveselu          | 20 | 12 | 4 | 4  | 64 | 21 | +43 | 28  |                                      |
| 5   | Petrolul Potcoava        | 20 | 12 | 1 | 7  | 45 | 36 | +9  | 25  |                                      |
| 6   | Recolta Stoicănești      | 20 | 10 | 3 | 7  | 37 | 29 | +8  | 23  |                                      |
| 7   | Valea Oltului Cilieni    | 20 | 5  | 3 | 12 | 39 | 60 | −21 | 13  |                                      |
| 8   | Tractorul Radomirești    | 20 | 6  | 0 | 14 | 28 | 53 | −25 | 12  |                                      |
| 9   | Înainte Tia Mare         | 20 | 4  | 4 | 12 | 24 | 63 | −39 | 12  |                                      |
| 10  | AS Urzica                | 20 | 4  | 1 | 15 | 25 | 80 | −55 | 9   |                                      |
| 11  | Gloria Nicolae Titulescu | 20 | 3  | 2 | 15 | 30 | 68 | −38 | 8   |                                      |

### Prahova
| Loc | Echipa                       | MJ | V  | E  | Î  | GM | GP | DG  | Pct | Calificare sau retrogradare          |
| --- | ---------------------------- | -- | -- | -- | -- | -- | -- | --- | --- | ------------------------------------ |
| 1   | Vagonul Ploiești (C, Q)      | 26 | 19 | 3  | 4  | 48 | 17 | +31 | 41  | Calificare baraj promovare Divizia C |
| 2   | UZUC Ploiești                | 26 | 17 | 6  | 3  | 38 | 17 | +21 | 40  |                                      |
| 3   | Victoria Florești            | 26 | 14 | 5  | 7  | 41 | 24 | +17 | 33  |                                      |
| 4   | Rafinăria Câmpina            | 26 | 11 | 10 | 5  | 48 | 31 | +17 | 32  |                                      |
| 5   | Electrica Câmpina            | 26 | 10 | 9  | 7  | 38 | 30 | +8  | 29  |                                      |
| 6   | Carotajul Ploiești           | 26 | 10 | 7  | 9  | 44 | 29 | +15 | 27  |                                      |
| 7   | Petrolul Băicoi              | 26 | 8  | 9  | 9  | 29 | 24 | +5  | 25  |                                      |
| 8   | Viitorul Slănic              | 26 | 10 | 5  | 11 | 40 | 43 | −3  | 25  |                                      |
| 9   | Feroemail Ploiești           | 26 | 9  | 5  | 12 | 36 | 38 | −2  | 23  |                                      |
| 10  | Geamuri Boldești-Scăieni     | 26 | 7  | 7  | 12 | 22 | 36 | −14 | 21  |                                      |
| 11  | Chimistul Valea Călugărească | 26 | 9  | 3  | 14 | 32 | 56 | −24 | 21  |                                      |
| 12  | Neptun Câmpina               | 26 | 7  | 4  | 15 | 27 | 42 | −15 | 18  |                                      |
| 13  | Rafinăria Teleajen           | 26 | 4  | 7  | 15 | 26 | 54 | −28 | 15  | Scutite de retrogradare              |
| 14  | Avântul Măneciu              | 26 | 4  | 6  | 16 | 27 | 55 | −28 | 14  | Scutite de retrogradare              |

### Sibiu
| Loc | Echipa                    | MJ | V  | E  | Î  | GM | GP | DG  | Pct | Calificare sau retrogradare          |
| --- | ------------------------- | -- | -- | -- | -- | -- | -- | --- | --- | ------------------------------------ |
| 1   | Independența Sibiu (C, Q) | 26 | 17 | 3  | 6  | 67 | 25 | +42 | 37  | Calificare baraj promovare Divizia C |
| 2   | Record Mediaș             | 26 | 16 | 3  | 7  | 62 | 27 | +35 | 35  |                                      |
| 3   | Textila Cisnădie          | 26 | 16 | 2  | 8  | 78 | 28 | +50 | 34  |                                      |
| 4   | Carbosin Copșa Mică       | 26 | 14 | 3  | 9  | 50 | 32 | +18 | 31  |                                      |
| 5   | Unirea Tălmaciu           | 26 | 10 | 10 | 6  | 43 | 18 | +25 | 30  |                                      |
| 6   | Textila Mediaș            | 26 | 14 | 2  | 10 | 54 | 40 | +14 | 30  |                                      |
| 7   | Metalul IO Sibiu          | 26 | 10 | 9  | 7  | 35 | 36 | −1  | 29  |                                      |
| 8   | Sparta Mediaș             | 26 | 12 | 1  | 13 | 42 | 48 | −6  | 25  |                                      |
| 9   | Elastic Sibiu             | 26 | 11 | 2  | 13 | 27 | 42 | −15 | 24  |                                      |
| 10  | Metalurgica Sibiu         | 26 | 9  | 5  | 12 | 40 | 41 | −1  | 23  |                                      |
| 11  | Automecanica Mediaș       | 26 | 7  | 4  | 15 | 31 | 67 | −36 | 18  |                                      |
| 12  | CFR Sibiu                 | 26 | 6  | 5  | 15 | 22 | 53 | −31 | 17  |                                      |
| 13  | Progresul Agnita          | 26 | 7  | 3  | 16 | 33 | 72 | −39 | 17  |                                      |
| 14  | Carpați Mârșa             | 26 | 5  | 4  | 17 | 33 | 88 | −55 | 14  |                                      |

1. ↑  Elastic Sibiu s-a retras în a doua parte a sezonului și a pierdut toate meciurile rămase cu 0–3.

### Suceava
| Loc | Echipa                      | MJ | V  | E | Î  | GM | GP | DG  | Pct | Calificare sau retrogradare                  |
| --- | --------------------------- | -- | -- | - | -- | -- | -- | --- | --- | -------------------------------------------- |
| 1   | Chimia Bradul Vama (C, Q)   | 22 | 17 | 1 | 4  | 68 | 23 | +45 | 35  | Calificare baraj promovare Divizia C         |
| 2   | Silvicultorul Moldovița     | 22 | 14 | 3 | 5  | 49 | 19 | +30 | 31  |                                              |
| 3   | Filatura Fălticeni          | 22 | 13 | 2 | 7  | 59 | 29 | +30 | 28  |                                              |
| 4   | Avântul Rădăuți             | 22 | 11 | 6 | 5  | 50 | 26 | +24 | 28  |                                              |
| 5   | Străduința Suceava          | 22 | 12 | 2 | 8  | 46 | 25 | +21 | 26  |                                              |
| 6   | Avântul Frasin              | 22 | 11 | 4 | 7  | 38 | 29 | +9  | 26  |                                              |
| 7   | Progresul IRA Suceava       | 22 | 7  | 6 | 9  | 28 | 39 | −11 | 20  |                                              |
| 8   | Viitorul CIL Suceava        | 22 | 8  | 4 | 10 | 33 | 45 | −12 | 20  |                                              |
| 9   | Ocrotirea Siret             | 22 | 9  | 1 | 12 | 33 | 36 | −3  | 19  |                                              |
| 10  | Siretul Dolhasca            | 22 | 5  | 1 | 16 | 27 | 56 | −29 | 11  |                                              |
| 11  | Bistrița aurie Broșteni (R) | 22 | 4  | 3 | 15 | 32 | 96 | −64 | 11  | Retrogradare Campionatul Județean Suceava II |
| 12  | Forestierul Falcău (R)      | 22 | 4  | 1 | 17 | 19 | 59 | −40 | 9   | Retrogradare Campionatul Județean Suceava II |

### Timiș
| Loc | Echipa                        | MJ | V  | E  | Î  | GM | GP | DG  | Pct | Calificare sau retrogradare                |
| --- | ----------------------------- | -- | -- | -- | -- | -- | -- | --- | --- | ------------------------------------------ |
| 1   | Electromotor Timișoara (C, Q) | 30 | 18 | 9  | 3  | 52 | 18 | +34 | 45  | Calificare baraj promovare Divizia C       |
| 2   | Unirea Jimbolia               | 30 | 16 | 8  | 6  | 52 | 18 | +34 | 40  |                                            |
| 3   | Auto Timișoara                | 30 | 14 | 10 | 6  | 55 | 22 | +33 | 38  |                                            |
| 4   | Progresul Timișoara           | 30 | 13 | 9  | 8  | 43 | 23 | +20 | 35  |                                            |
| 5   | AC Recaș                      | 30 | 13 | 7  | 10 | 59 | 56 | +3  | 33  |                                            |
| 6   | Laminorul Nădrag              | 30 | 13 | 7  | 10 | 48 | 60 | −12 | 33  |                                            |
| 7   | Arta Textilă Timișoara        | 30 | 10 | 9  | 11 | 33 | 42 | −9  | 29  |                                            |
| 8   | Politehnica Timișoara II      | 30 | 10 | 8  | 12 | 48 | 37 | +11 | 28  |                                            |
| 9   | Progresul Ciacova             | 30 | 11 | 6  | 13 | 52 | 63 | −11 | 28  |                                            |
| 10  | Șoimii Buziaș                 | 30 | 8  | 10 | 12 | 48 | 51 | −3  | 26  |                                            |
| 11  | Progresul Gătaia              | 30 | 9  | 8  | 13 | 54 | 58 | −4  | 26  |                                            |
| 12  | Ceramica Jimbolia             | 30 | 8  | 10 | 12 | 34 | 41 | −7  | 26  |                                            |
| 13  | Recolta Nerău                 | 30 | 10 | 6  | 14 | 61 | 69 | −8  | 26  |                                            |
| 14  | Chimia Margina                | 30 | 12 | 2  | 16 | 49 | 68 | −19 | 26  |                                            |
| 15  | Timișul Lugoj (R)             | 30 | 7  | 7  | 16 | 37 | 57 | −20 | 21  | Retrogradare Campionatul Județean Timiș II |
| 16  | Checeana Checea (R)           | 30 | 6  | 8  | 16 | 26 | 64 | −38 | 20  | Retrogradare Campionatul Județean Timiș II |